# خانه توانا
خانه توانا مربوط به دوره ایلخانی است و در یزد، محله شاه ابوالقاسم واقع شده و این اثر در تاریخ ۳۰ تیر ۱۳۸۴ با شمارهٔ ثبت ۱۲۱۳۱ به‌عنوان یکی از آثار ملی ایران به ثبت رسیده است.